# Hexacylloepus scabrosus
Hexacylloepus scabrosus är en skalbaggsart som beskrevs av Hinton 1940. Hexacylloepus scabrosus ingår i släktet Hexacylloepus och familjen bäckbaggar. Inga underarter finns listade i Catalogue of Life.